# 이영택 (아나운서)
| 이름 | 이영택(Young Taek Lee) |
| 출생 | 1994년 4월 19일 |
| 국적 | 대한민국 |
| 직업 | 아나운서 |
| 가족 | 부모님 |
| 학력 | 경기대학교 화학공학 |
| 소속 | 연합뉴스TV |
| 경력 | 2022.07 ~ 2025.01 연합뉴스TV 아나운서 2023.01 ~ 2023.06 서울경제TV 아나운서 2022.09 ~ 2022.12 한국경제TV 아나운서 2022.01 ~ 2022.06 딜라이브 아나운서 - 대한민국의 현직 아나운서아나운서이다. * 前 연합뉴스TV 아나운서 * 前 서울경제TV 아나운서 * 前 한국경제TV 아나운서 * 前 딜라이브 아나운서 * 前 TBN 강원교통방송 MC * TV * 연합뉴스TV 뉴스24 * 연합뉴스TV 스포츠와이드 * 서울경제TV SEN경제라이브 * 한국경제TV 증시투데이 * 딜라이브 NEWS 서울 * 딜라이브 NEWS 경기 * 딜라이브 뉴스라이브 * 라디오 * TBN 강원교통방송 이영택의'요즘It슈' \| \| 이 글은 방송인에 관한 토막글입니다. 여러분의 지식으로 알차게 문서를 완성해 갑시다. \| |
|      | 이 글은 방송인에 관한 토막글입니다. 여러분의 지식으로 알차게 문서를 완성해 갑시다. |